# Callistethus drescheri
Callistethus drescheri är en skalbaggsart som beskrevs av Ohaus 1915. Callistethus drescheri ingår i släktet Callistethus och familjen Rutelidae. Inga underarter finns listade.